# MG Midget
La Midget è un'autovettura prodotta dalla MG tra il 1961 ed il 1979, riprendendo il nome di un'autovettura famosa dell'anteguerra.

## Storia
Sulla base della Austin-Healey Sprite, nel 1961 la BMC derivò una nuova spider a 2 posti da commercializzare col marchio sportivo MG. 
Contemporaneamente al lancio della Midget, la Sprite abbandonò la carrozzeria Frog Eye per adottare quella della MG.

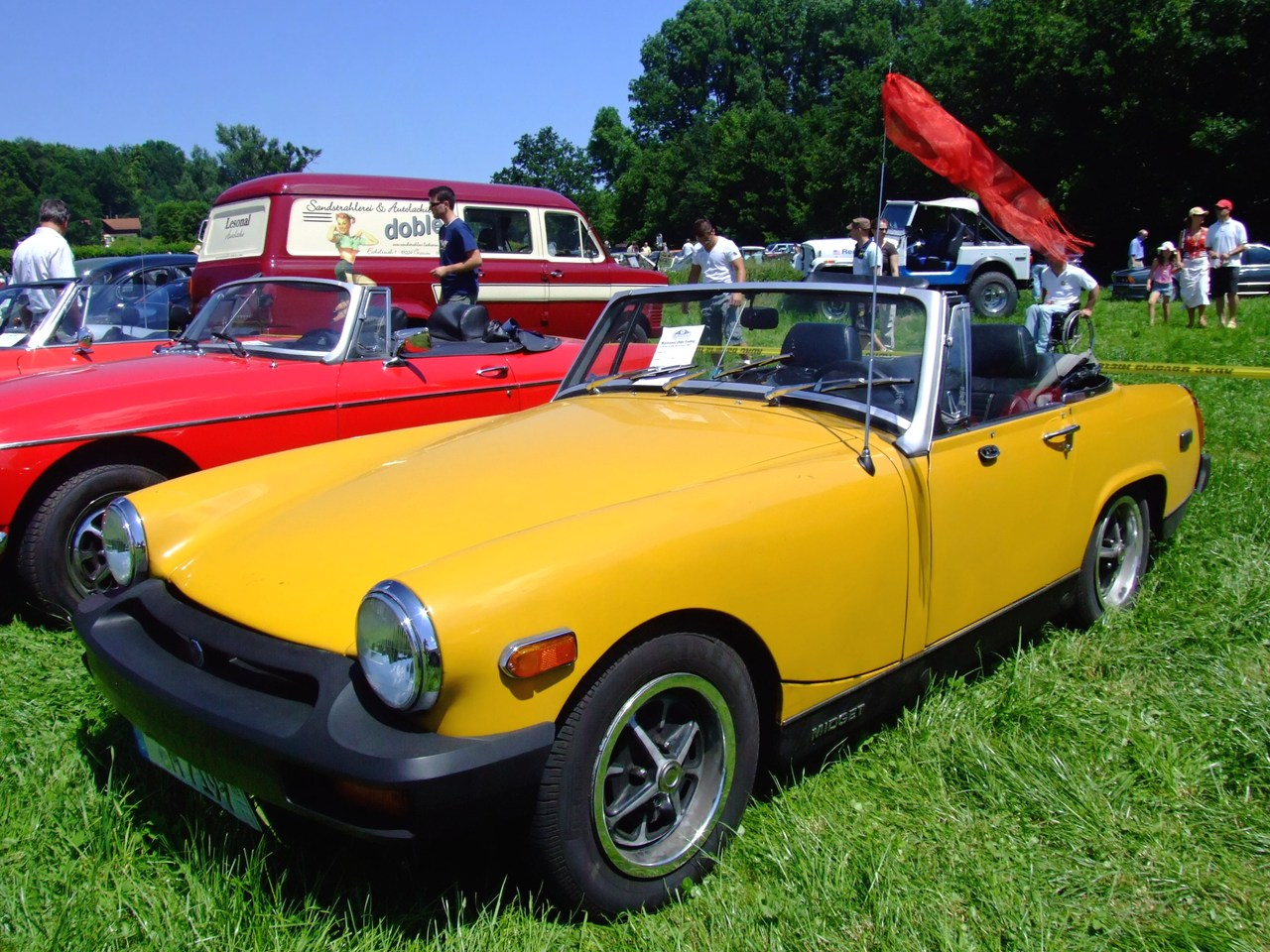
L'ultima Midget

Le due vetture identiche nella meccanica e, salvo qualche particolare minore (mascherina, loghi e altri dettagli), anche nella carrozzeria, erano due cloni.
Anche l'evoluzione dei due modelli fu identica fino al 1971, anno in cui la Sprite fu tolta dal listino e la Midget rimase in produzione.
Nel 1974, in ossequio alla normativa USA in materia di sicurezza automobilistica e inquinamento, la Midget venne ristilizzata e adeguata alla legislazione.
L'adozione di paraurti ad assorbimento in gomma nera (i cosiddetti rubber bumpers), che, anteriormente, incorporavano anche la mascherina (il cofano era più spiovente e allungato) imbruttì la Midget. Anche l'assetto (per via della legge americana) fu rialzato, con perdita di slancio della linea.
La novità più importante fu l'adozione del 4 cilindri in linea di 1493cm³ da 70cv della Triumph Spitfire.
La Midget uscì di listino nel 1979.

## La produzione
Sono state prodotte 226.001 Midget, così suddivise:
- Mk1 (1961-1966): 16.080 motore cm³ 948 e 45 cv
- Mk2 (1966-1968): 26.601 motore cm³ 1098 e 50 cv
- Mk3 (1968-1974): 77.831 motore cm³ 1275 e 65 cv
- Mk4 (1974-1979): 73.889 motore cm³ 1498 e 70 cv (Triumph)

## La Midget nei media
- In ambito videoludico, la Midget compare nel videogioco Grand Theft Auto: London 1969 (dove la versione Mk III è sotto il nome di MC Hamper).